# The O.C.
The O.C. (abreviação de "Orange County"; no Brasil, O.C.: Um Estranho no Paraíso; em Portugal, O.C.: Na Terra dos Ricos) é uma série de televisão norte-americana de comédia e drama adolescente criada por Josh Schwartz que foi ao ar originalmente na rede Fox nos Estados Unidos de 5 de agosto de 2003 a 22 de fevereiro de 2007, tendo um total de quatro temporadas, gira em torno de Ryan Atwood, um adolescente problemático, mas durão, de um lar desfeito que é adotado pelos ricos e filantrópicos Sandy e Kirsten Cohen. e seu irmão adotivo Seth, um adolescente geek socialmente desajeitado e perspicaz.
Os irmão lidam com a vida como pessoas de fora no mundo de alta classe de Newport Beach. Eles passam muito tempo navegando em seus relacionamentos com a garota da casa ao lado Marissa Cooper, a paixão de infância de Seth, Summer Roberts, e a solitária Taylor Townsend. Os enredos lidam com o choque cultural entre a família Cohen idealista e a comunidade superficial, materialista e de mente fechada em que residem. A série inclui elementos do pós-modernismo e funciona como uma mistura de melodrama e comédia.
A série estreou com alta audiência e foi um dos novos dramas mais populares da temporada televisiva de 2003–2005. Foi amplamente referida como um fenômeno cultural pop e recebeu principalmente recepção positiva dos críticos. No entanto, os índices de audiência diminuíram conforme a série continuou. As baixa audiência levaram ao seu cancelamento no início de 2007, mesmo após uma petição online que ganhou mais de 700.000 assinaturas. The O.C. foi transmitida em mais de cinquenta países em todo o mundo. A série também foi lançada em DVD, assim como no iTunes.

## Enredo

### 1.ª temporada
A 1.ª temporada se concentra na chegada de Ryan Atwood a Newport Beach, no Orange Country, depois de ter sido acolhido por Sandy e Kirsten Cohen. Um tema importante da 1.ª temporada é o choque cultural que Ryan sente enquanto se ajusta de uma vida de abuso doméstico e pobreza a viver em uma sociedade superficial de alta classe. Ele rapidamente se torna melhor amigo de Seth Cohen, e começa a ter um relacionamento romântico com Marissa Cooper. Outras histórias envolvem o desenvolvimento de Seth de um solitário sem amigos a duas escolhas românticas em Summer e Anna, e as chegadas de Oliver Trask e Theresa Diaz a Newport. Enquanto isso, Sandy Cohen frequentemente entra em conflito com Caleb Nichol, pai de Kirsten e um rico industrial que é dito ser "basicamente possuidor de Newport".

### 2.ª temporada
A 2.ª temporada de The O.C. continua a seguir as relações tumultuosas românticas entre Ryan e Marissa, Seth e Summer, assim como Sandy e Kirsten. Josh Schwartz, criador da série, afirmou que na 2.ª temporada, a série "deixaria de ser sobre o passado de Ryan; agora seria sobre o futuro de Ryan" e que esta temporada iria "desacelerar a narrativa um pouco ... e evoluir os personagens". O Bait Shop se torna um destino de destaque social para os personagens adolescentes. Vários personagens recorrentes são introduzidos, tais como DJ, Lindsay, Zach, e Alex, para os quais os personagens principais formam uma variedade de relacionamentos. O irmão de Ryan, Trey Atwood, sai da cadeia e ameaça trazer velha vida de Ryan de volta. Sandy e Kirsten também enfrentam novos conflitos após o afastamento dos filhos durante o verão.

### 3.ª temporada
A 3.ª temporada começa com Marissa sendo expulsa da escola Harbor. A família Cooper fica sem dinheiro e é forçada a se mudar para um parque de trailers. A vida de Marissa começa a ficar fora de controle. Os outros personagens começam a se dedicar a faculdade, como Seth e Summer competindo por uma vaga na Universidade Brown. A moral de Sandy torna-se ameaçada quando ele assume a antiga posição de Caleb como chefe do Grupo Newport, buscando um projeto para estabelecer mais moradias de baixa renda em Newport. Ryan também tenta resolver seus relacionamentos individuais com sua mãe e com sua amiga de infância Theresa Diaz.

### 4.ª temporada
A 4.ª e última temporada começa cinco meses após a morte de Marissa em um acidente de carro. Ryan começa a temporada de forma isolada, um homem de luto. No entanto, o amor contínuo da família Cohen e a companhia da excêntrica Taylor Townsend o guiam de volta para a luz. Enquanto isso, Seth e Summer enfrentam os problemas de um relacionamento de longa distância já que Summer vai para a faculdade. A primeira metade da temporada se concentra nos personagens aceitando a realidade da morte de Marissa. A segunda metade foca nos personagens "se encontrando" enquanto enfrentam uma miríade de crises de identidade.

## Elenco e personagens

Elenco da 1ª temporada.

- Sandy Cohen (interpretado por Peter Gallagher) — Um defensor público idealista, ele é o marido de Kirsten, o pai de Seth Cohen e o guardião legal de Ryan Atwood. Embora ele viva em uma grande casa de classe alta, sua política é de esquerda e de mente aberta, causando atrito entre ele e a comunidade. Peter Gallagher descreveu o personagem como um "judeu esquerdista do Bronx".[8] Sandy lida com muitos conflitos ao longo da série, como tentar ganhar aceitação de seu sogro enquanto está sendo financeiramente apoiado por sua esposa e criar dois adolescentes em um ambiente (às vezes) corrupto.
- Kirsten Cohen (interpretada por Kelly Rowan) — Ela é a esposa de Sandy Cohen, a mãe de Seth e ex-CFO da empresa imobiliária de seu pai (Caleb Nichol), o Newport Group. Antes de conhecer Sandy, ela namorou e cresceu com Jimmy Cooper, pai de Marissa Cooper, de quem ela continua sendo amiga. Ela teve problemas com o álcool, que foi a causa pela deterioração do relacionamento entre ela e seu pai, e teve um aborto no início de sua vida, que era de Jimmy. Kirsten abre um serviço com Julie e se torna mãe de dois filhos no final da quarta temporada. A política e o estilo de vida da personagem são conservadores, um contraste com o marido. Kelly Rowan descreveu a personagem como aparentemente mais "unida" do que ela durante uma entrevista.[9]
- Ryan Atwood (interpretado por Benjamin McKenzie) — Um problemático adolescente de Chino que é trazido para a comunidade privilegiada de Newport Beach, Califórnia, depois que sua mãe, Dawn Atwood, o expulsa da casa de sua família. Ryan é posteriormente levado por seu defensor público, Sandy Cohen. Ele forma vínculos rápidos com toda a família Cohen, especialmente com o filho de Sandy, Seth, além de uma ligação extrema com a garota vizinha, Marissa Cooper. Ryan, lentamente, encontra um lugar dentro de sua nova sociedade materialista, e aproveita ao máximo a sua situação não apenas completando o ensino médio, mas também prosseguindo para a universidade. O diretor de elenco Patrick Rush achou o papel de Ryan Atwood particularmente difícil de escalar e apenas convidou Benjamin McKenzie para uma audição depois que a Fox comunicou sobre o jovem ator após sua audição malsucedida para uma sitcom da UPN.[10] Rush disse: "Quando Benjamin [McKenzie] chegou, ele não era fisicamente o que Josh havia imaginado, mas ele habitava o personagem ao contrário de qualquer pessoa que tivéssemos visto. Eu acho que o personagem de Ryan é um garoto que sempre parece um pouco perdido e tem uma sensação de mistério e perigo; Benjamin tem todas essas qualidades."[11] Chad Michael Murray foi originalmente oferecido o papel de Ryan Atwood, mas recusou o papel.[12]
- Marissa Cooper (interpretada por Mischa Barton) — Ao longo da série, Marissa está frequentemente lutando com drogas e álcool, incluindo quase se matando em uma viagem no México com seus amigos. Os relacionamentos de Marissa com seus pais, namorados e colegas de classe costumam ser tumultuados. Ela é a melhor amiga de Summer e o interesse amoroso de Ryan. Marissa é retratada como uma "menina mimada que se ajusta a ser pobre."[13] A diretora de elenco se referiu a Marissa como "uma garota presa nas armadilhas de sua vida que parecia mais velha do que sua idade real."[11] Mischa Barton deixou a série no final da terceira temporada, quando sua personagem foi subtraída por ter sido morta em um acidente de carro. Comentando sobre sua saída, Barton disse: "Minha personagem passou por tanto, muito e realmente não há mais nada para ela fazer."[14]
- Seth Cohen (interpretado por Adam Brody) — O desajeitado adolescente filho de Sandy e Kirsten Cohen. Ele é conhecido por seus gracejos rápidos, fascinação em histórias de quadrinhos e referências da cultura pop. Seth é também o interesse amoroso de Summer Roberts, de quem ele tinha uma queda desde a terceira série. O The New York Times caracterizou Seth como "excêntrico e letrado, Seth professa verdadeira vontade de viajar (...) Os materiais de imprensa do programa afirmam que ele é um herói existencial ao longo das linhas de Holden Caulfield."[15] O intérprete de Seth,Adam Brody foi bem recebido e é considerado um dos destaques gerais da série.[16]
- Luke Ward (interpretado por Chris Carmack: na 1ª temporada e como convidado na 2ª) — É o primeiro namorado de Marissa e membro do elenco regular durante a maior parte da primeira temporada. Luke é inicialmente o principal antagonista da série, ele tem uma briga com Ryan no episódio de estréia. No entanto, ele mais tarde se torna o principal "saco de pancadas cômicas" para os outros personagens.[13]
- Jimmy Cooper (interpretado por Tate Donovan: nas temporada 1ª–2ª e recorrente na 3ª, e como convidado na 4ª) — É o pai de Marissa e Kaitlin (e ex-marido de Julie). Ele fica em apuros por peculato e enfrenta as consequências de suas ações e seus efeitos em sua reputação e vida pessoal. Depois de se divorciar de Julie, ele persegue Hayley Nichol, irmã mais nova de Kirsten, que eventualmente o deixa para promover sua carreira na moda no Japão. Ele era um membro regular do elenco para a 1ª temporada e o início da 2ª temporada. O personagem de Jimmy fez uma breve aparição na 3ª temporada, mas é forçado a deixar a cidade, na manhã de seu casamento com Julie, devido a problemas financeiros. Um entrevistador caracterizou Jimmy como um "adorável pai impaciente".[17] O personagem foi classificado em oitavo pela Entertainment Weekly em uma lista dos piores pais da história da televisão.[18]
- Julie Cooper (interpretada por Melinda Clarke) — É a mãe de Kaitlin e Marissa Cooper. No início do programa, ela é casada com o planejador financeiro Jimmy Cooper. Ela é frequentemente caracterizada como sendo desonesta, egoísta e superficial. No entanto, ela revela uma parte mais vulnerável e empática de si mesma várias vezes durante a série. Melinda Clarke resumiu sua personagem como sendo "claramente uma prostituta tão lucrativa. Para mim, é tão engraçado agora ver The Real Housewives of Orange County, porque você percebe que existe e é isso que Julie era. Julie era obviamente a dona de casa original." Melinda continuou elogiando o "incrível arco" do personagem, dizendo que Julie começou como "essa mulher que era tão superficial, mas, ela é multidimensional. Começando em sua roupa rosa suada e, no final, ela se formou na faculdade e seguiu em frente com sua vida. Ela é uma sobrevivente."
- Summer Roberts (interpretada por Rachel Bilson) — É uma socialite bonita e popular que é o interesse amoroso de Seth e melhor amiga de Marissa. O personagem de Bilson foi originalmente programado para aparecer em apenas alguns episódios, mas seu personagem rapidamente se tornou popular entre os telespectadores, e acabou sendo parte do elenco principal para o resto da série. A mãe de Summer foi embora quando seus pais se divorciaram,os abandonando e Summer não teve contato com ela desde então. Sua madrasta, apelidada de "step-monster", é uma mulher preguiçosa. Summer tem sido referida como uma "garota rica aparentemente superficial e que se revela ter uma profundidade oculta quando se aquece aos encantos de Seth."[13] Ela é filha do Dr. Neil Roberts. O personagem de Summer surpreende o público, revelando-se muito mais intelectualmente capaz do que jamais imaginou.
- Caleb Nichol (interpretado por Alan Dale: nas temporada 1ª e 2ª) — pai empresário de Kirsten e Hailey, e depois marido de Julie Cooper. Seu personagem aparece ao longo da primeira temporada, e ele se torna regular durante a segunda temporada, mas chega a uma parada repentina quando seu personagem sofre um ataque cardíaco fatal durante o final da segunda temporada. O Chicago Tribune caracterizou Caleb como um "imobiliário bruto e intransigente de Newport Beach, na Califórnia". Quando perguntado pelo Tribune sobre o personagem, Dale disse: "A coisa que é adorável sobre esse personagem é que há muito a ver com ele. Seus relacionamentos são tão complicados, e uma vez que o casamento aconteceu, todos estavam relacionados no programa. Isso significa que ele tem todas essas pessoas para se relacionar, e ele se relaciona tanto com todo mundo."[19]
- Taylor Townsend (interpretada por Autumn Reeser: nas temporadas 3ª e 4ª) — É introduzida na 3ª temporada como um estudante perfeccionista e neurótica. A personalidade inicial de seu personagem foi referida por muitos críticos como similar à personagem Tracy Flick do filme Election.[20][21][22] Taylor começa a série como uma vilão. A atuação de Autumn Reeser foi aclamado pela crítica. Ela refletiu sobre o personagem durante uma entrevista de 2010, dizendo: "Eu sinto que há muitas garotas por aí que poderiam se relacionar com ela, que não se viam na TV dessa maneira. Eu amei isso nela. Eu adorava que ela não pedisse desculpas por quem ela era, embora ela não fosse o que todas as revistas diziam que estava bem. Ela estava tipo, "Eu ainda sou válida. E eu sou incrível. E eu sei que sou estranha, e tudo bem."[23]
- Kaitlin Cooper (interpretada por Willa Holland: nas temporadas 1ª, 3ª e 4ª) — O papel foi originalmente interpretado por Shailene Woodley em um papel recorrente durante a primeira temporada. Kaitlin passa grande parte da série no internato antes de retornar de forma recorrente na terceira temporada (agora interpretada por Holland) e se tornar personagem regular na 4ª temporada. Filha de Jimmy Cooper e Julie Cooper-Nichol e irmã de Marissa Cooper, sua personalidade é mais parecida com a de sua mãe do que com a de seu pai. Quando perguntada sobre qualquer desapontamento com a reformulação, Shailene Woodley respondeu que, "eu tinha 11 anos e estava como personagem convidada, recorrente ou o que quer que seja. Meu personagem foi para o internato e quando eles decidiram trazê-la de volta, eles realmente me fizeram o teste para trazê-la de volta. Mas eu não passei pela puberdade até tarde (...) Então, não havia estranheza quando Willa Holland entendeu porque ela estava tão obviamente certa para o papel... e eu obviamente não estava [risos]."[24]

## Produção

### Concepção
Em 2002, o criador Josh Schwartz encontrou-se com Joseph "McG" McGinty Nichol e Stephanie Savage da produtora Wonderland Sound and Vision. Eles disseram a Schwartz que queriam criar um programa de televisão baseado na cidade natal de McG em Newport Beach, Orange County, Califórnia. Savage sugeriu a produção de um programa da polícia ou de esportes radicais de 21 Jump Street, mas Schwartz sabia pouco sobre o gênero. Tendo tido experiências com pessoas de Newport Beach durante seu tempo na Universidade do Sul da Califórnia, Schwartz voltou para eles com seus próprios personagens. O programa foi apresentado para a Fox em agosto de 2002. A Fox escolheu o lançamento do programa para o verão, e Doug Liman foi contratado para dirigir a estréia depois que McG se retirou devido a seus conflitos de agenda com Charlie's Angels: Full Throttle. O programa foi confirmado para a temporada de 2003–2004 em maio, e uma data de transmissão de 5 de agosto de 2003 foi selecionada em junho.
Schwartz disse que a inspiração para o programa veio de ser um fã de Larry Sanders, Cameron Crowe e outros "peculiares personagens de séries como Freaks and Geeks, Undeclared e My So-Called Life". Schwartz foi para a faculdade na Escola de Cinema-Televisão da Universidade do Sul da Califórnia, e mais tarde disse que The O.C. foi "muito baseado em algumas das experiências que tive quando estava na faculdade" como um "garoto judeu da Costa Leste ... cercado por todos aqueles adolescentes de Newport Beach que eram jogadores de pólo aquático, e essas garotas muito loiras que só queriam sair com eles. Eu me senti muito como um estranho." Embora os moradores de Orange County tenham criticado o título, afirmando que as pessoas não chamavam o condado pela frase, Schwartz afirma que os estudantes da USC disseram que eram de "The O.C." Ele também afirmou que a família Cohen na primeira temporada se assemelha a sua própria vida familiar, acrescentando que "a dinâmica entre Sandy e Seth é muito baseada em mim e no meu pai." Schwartz argumentou que, "Por mais que nosso público goste de viver vicariamente neste mundo rico, eu acho que a verdadeira satisfação de desejos vem de desejar que eles tivessem uma família como os Cohens — onde os pais poderiam ser tão legais e tão amorosos, mas também pais reais."
Schwartz disse que ele escreveu o altamente considerado episódio piloto em sua cueca boxer. "Eu não tinha ideia do que viria disso e havia apenas essa pureza nisso." O roteiro do piloto atraiu a maior parte do elenco regular para o projeto, incluindo o astro de cinema Peter Gallagher, que disse sobre o piloto, "Naquela América recentemente pós 11 de setembro, eu li esse roteiro e achei que era surpreendente. Achei que era exatamente a história certa a ser contada naquele momento. Tratava-se de uma família que vivia em uma comunidade não muito envolvente, que não compartilha necessariamente todos os seus valores. [..] eles não perdem o senso de humor ou a inclinação para ajudar. Eles ainda abrem os braços e abraçam esse garoto de fora. E eu pensei que isso era poderoso em uma época com uma espécie de xenofobia, uma espécie de olhar sobre o seu ombro e ficar pequeno e com raiva, meio que rastejando para o ambiente abastecido pelo ato de patriota. Isso defendia uma espécie de América... Simplesmente parecia certo. E tinha senso de humor."

### Locais de filmagem

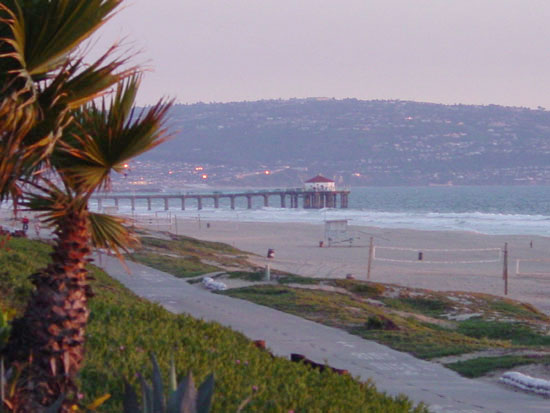
Manhattan Beach foi um dos principais locais de filmagem para da série.

A série foi, na verdade, filmada em várias cidades de praia da Califórnia (40 milhas de distância de Newport Beach) para redução de custos. A maioria das cenas interiores de casas e escritórios, incluindo a maioria das cenas exteriores que foram gravadas na vizinhança de Redondo Beach, Torrance e Hermosa Beach. No Condado de Los Angeles foram usados para muitos locais diferentes de filmagem, que incluem a cidade natal de Ryan, Chino, a casa do pai de Luke em Portland, o escritório do pai de Johnny, Indio, e Tijuana.
No primeiro episódio, "Premiere", a casa da família Cohen foi filmada em Malibu. Uma casa de piscina simulada foi construída para uso no episódio piloto e retirada após a conclusão das filmagens. A casa dos Cohens foi recriada no Raleigh Studios em Manhattan Beach para filmar durante o resto da série; a piscina tinha apenas um metro e meio de profundidade. Cenas externas da casa original permaneceram em uso durante todo a série. O piloto foi filmado em filme de 35 mm, enquanto os episódios subsequentes usaram 16 mm pós-processados digitalmente para reduzir o custo de produção.
A Harbor School é a escola local frequentada pelos adolescentes da série. Baseado na escola secundária de Newport, a Newport Harbor High School, o local de filmagem era o Mount St. Mary's College, uma faculdade particular em Brentwood, Los Angeles. A Universidade da Califórnia em Los Angeles, era o local usado para representar Berkeley, e a Universidade do Sul da Califórnia foi usada para representar a Universidade Brown. O prédio da FAA First Credit Union em Hawthorne foi usado para representar o Newport Group na segunda temporada. Wayfarers Chapel em Rancho Palos Verdes foi usado três vezes durante da série—duas vezes para um casamento e uma vez para um funeral. A casa original dos Cohen em Berkeley, ao qual eles retornam em "The End's Not Near, It's Here", foi filmado em South Pasadena.
O restaurante chamado de Crab Shack na série era realmente filmado no The Crab Cooker. Julie se refere ao restaurante em um episódio da terceira temporada em seu nome real. Cenas do programa também foram filmadas no Wattles Mansion localizado em Hollywood.

### A casa dos Cohen
O casa dos Cohen é uma "McMansion" fictícia construída por Caleb Nichol e The Newport Group. A casa é baseada em duas casas localizadas em Malibu, Califórnia. As filmagens exteriores da frente da casa e da entrada foram filmados de uma casa na Ocean Breeze Drive em Malibu, Califórnia, construída em 2002. Esta foi filmado várias vezes e usado continuamente para todas as quatro temporadas. O interior, o quintal e a piscina foram filmados para o episódio piloto em outra casa na mesma rua em Malibu. A casa da piscina foi construída para o episódio piloto.
Depois que o programa foi escolhido para reduzir os custos de produção, o interior, o quintal e a casa da piscina foram reconstruídos no Raleigh Studios em Manhattan Beach, CA. Durante alguns episódios iniciais da 2ª temporada, os Cohens estavam fazendo uma extensa remodelação; isso provavelmente foi escrito porque o novo cenário não recriava com precisão a casa original em Malibu. A bancada da cozinha mudou de um granito cinza escuro para uma bancada de mármore bege claro. A pia na bancada muda para o outro lado e o ladrilho do backsplash também. Depois que o cenário foi criado, havia apenas um pano de fundo do oceano e do céu como se a casa estivesse em um penhasco; grama artificial e iluminação de estúdio também pareciam menos realistas do que no episódio piloto.

### Música

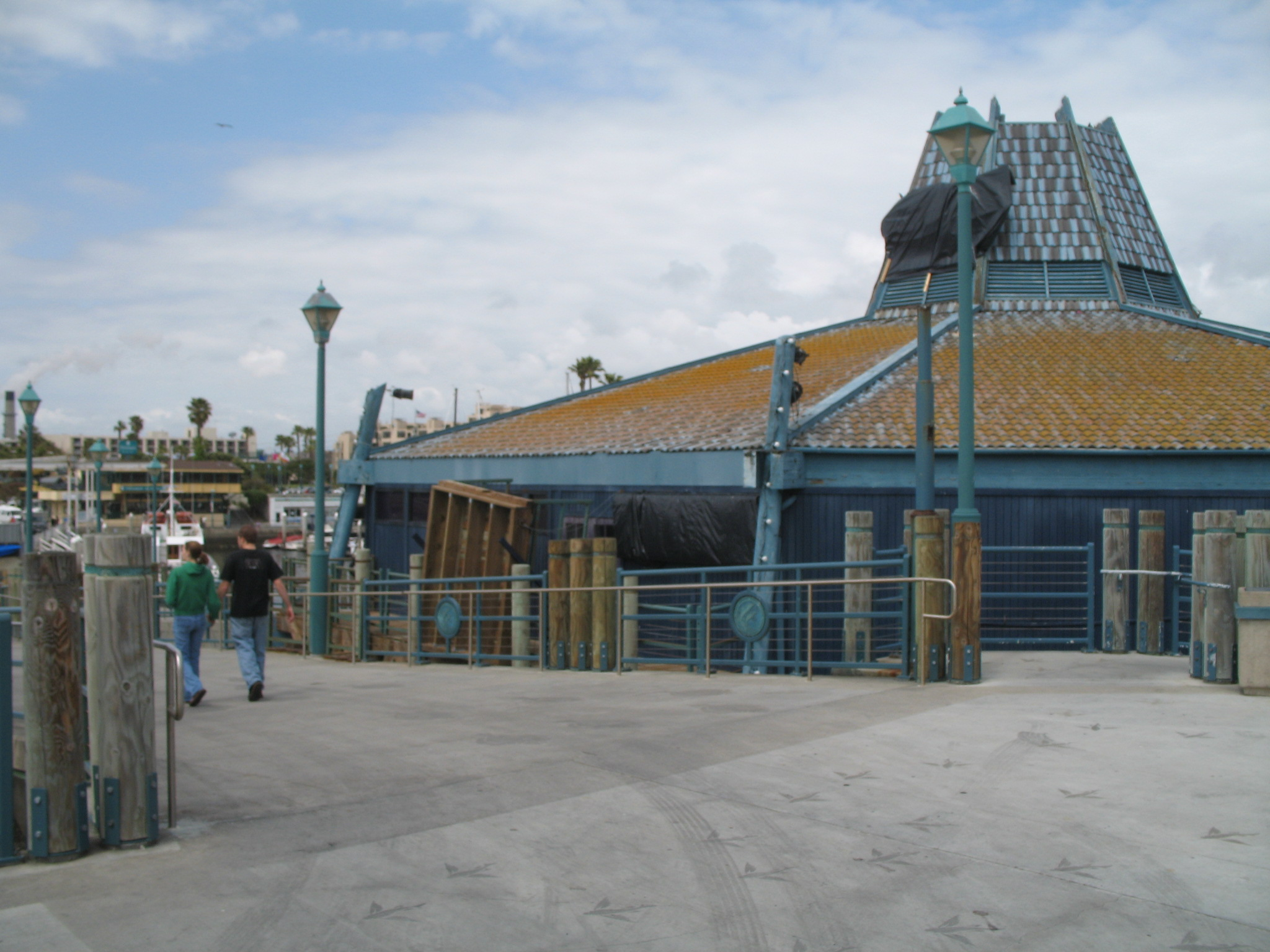
The Bait Shop, que foi o local de shows fictício que encenou performances na segunda e terceira temporada

Alexandra Patsavas, que já havia trabalhado em séries, incluindo Roswell e Carnivàle, foi nomeada como supervisora musical em The O.C.. Patsavas trabalhou ao lado do criador Josh Schwartz, na seleção das músicas a serem usadas. Schwartz disse que "sempre teve a intenção de que a música fosse um personagem na série". The O.C. fez do indie rock um "foco principal da série" e também seu plano de marketing, lançando seis trilhas sonoras ao longo da série. Na segunda temporada, um novo clube noturno fictício e um local para concertos, chamado The Bait Shop, foi apresentado. Bandas como The Walkmen, The Killers, Modest Mouse, The Thrills, Rachael Yamagata, Death Cab for Cutie e The Subways fizeram aparições como convidados na série se apresentando no local. Além de artistas convidados se apresentarem na série, também estreou muitos novas músicas de artistas como Beastie Boys, U2, Beck, Coldplay, Gwen Stefani, e The Shins.
Muitas bandas ganharam exposição através da série, o que causou um aumento nas vendas de suas músicas. Rooney, que foi a primeira banda a aparecer na série, experimentou um "aumento de 200% nas vendas" após sua aparição. Até mesmo os artistas que tiveram apenas suas músicas apresentadas se beneficiaram: Imogen Heap tornou-se "um nome americano", e o Youth Group, que gravou uma música especificamente para a série, teve "mais de 5.000 downloads da música no iTunes na primeira semana" depois de ser tocada. No entanto, nem todas as bandas estiveram interessadas em aparecer na série. Clap Your Hands Say Yeah foram convidados a se apresentar, mas eles recusaram porque estavam preocupados que isso pudesse diminuir a credibilidade deles.
Geralmente a trilha foi bem recebida. Ben Spier, da Entertainment Weekly, descreveu a série como o "sonho de um mixtaper" e a Rolling Stone comentou que a trilha sonora era a razão pela qual as pessoas ficavam assistindo a série. No entanto, Karyn L. Barr, da Entertainment Weekly, afirmou que o uso de bandas como o U2 em uma série que dedicava tempo a bandas indie estava "selling out (tornando-se comercial)". Noah Davis, do PopMatters, criticou a série por se desleixar nas histórias e substituí-las por "inúmeras viagens da turma ao Bait Shop".

## Temas
A série aborda temas como conflito intergeracional, classe social, mobilidade social, alienação social, ansiedade sexual, esperança, solidão, virgindade, insegurança emocional, ambientalismo, alcoolismo, dependência de drogas, dependência do jogo, doença mental, homofobia, bissexualidade, a gravidez na adolescência, o ativismo político e, por fim, a morte e a aceitação da perda. Esses tópicos são examinados por meio de comédias alegres e drama operístico elevado.

### Chrismukkah
Dentro da série, Seth Cohen tem um pai judeu e uma mãe protestante (presbiteriana). Como forma de fundir as duas religiões, Seth afirma ter "criado Chrismukkah" quando tinha seis anos de idade. A série incluiu episódios anuais de Chrismukkah para cada temporada. Particularidades de quando exatamente o feriado foi celebrado não foram dadas; Seth disse simplesmente no episódio da primeira temporada de Chrismukkah que eram "oito dias de presentes, seguidos por um dia de muitos presentes". Chrismukkah mais tarde recebeu menção na série de televisão Grey's Anatomy.
Em dezembro de 2011, o site de cultura pop The A.V. Club revisou todos os quatro episódios de Chrismukkah para o seu "TV Club Advent Calendar." O escritor observou: "Ao pensar nos especiais de férias de outrora para este projeto, a primeira coisa que surgiu na minha cabeça não foi a nostalgia de minha juventude. Em vez disso, imediatamente me concentrei em uma obsessão muito mais recente: Chrismukkah criado por Seth Cohen de The O.C." O revisor continuou, dizendo que "Um fio de tristeza subjacente une todos os quatro episódios de Chrismukkah, mas é uma tristeza que implora para ser redimida até o final da hora. Chrismukkah é realmente sobre a união tradicional de Natal e seu final feliz padrão; é o milagre diário de pessoas se unindo para criar algo mágico."

### Humor meta-ficcional
Vários episódios apresentam um programa fictício chamado The Valley, como The O.C., Tem um colega de reality show fictício, Sherman Oaks: The Real Valley, que faz Seth perguntar, "Por que assistir a situação de personagens fictícios quando você pode assistir pessoas reais em situações planejadas?" A segunda temporada também se concentra na criação de uma história em quadrinhos fictícia chamada Atomic County, escrita por Seth Cohen, que é usada para propósitos autodepreciativos semelhantes.
The Valley e Atomic County são usados em toda a série para comentar sobre aspectos do programa em si, como a crítica do fórum de mensagens sobre a confiança do programa em triângulos amorosos, os atores de vinte e poucos anos interpretam adolescentes e a incapacidade de a série ser renovada por mais uma temporada. Além disso, vários personagens falam como se estivessem conscientes de que estão em uma série de televisão. Um episódio na segunda temporada mostra Seth comentando que "nós tentamos algumas coisas novas", mas que "o ano passado foi simplesmente melhor", falando a resposta dos fãs de que a segunda temporada foi inferior à primeira.
O USA Today comentou que o "tom de sarcasmo e auto-paródia" de The O.C. foi um dos aspectos da série que o tornou atraente. O escritor Ken Barnes opinou que The O.C. levou "meta-TV" ao seu "pico sublime" com The Vale. Ele continuou, dizendo que o "programa permitia que produtores e escritores se divertissem zombando das percepções críticas e públicas de The OC, seus supostos excessos de telenovelas e obsessões da cultura pop. Em um livro escrito por Alan Sepinwall que examinou a série, ele observou que "Schwartz passa o tempo todo ouvindo fóruns de mensagens para saber exatamente do que os fãs estão reclamando e quais referências a outros programas e filmes eles captaram, e ele incorpora isso em seus scripts."
Um capítulo inteiro do livro é dedicado à auto-zombaria percebida dentro da série, com muita atenção dada ao episódio "The L.A." da primeira temporada. O produtor Allan Heinberg disse que muitos exemplos de meta-comentários tiveram que ser cortados se a rede ou Schwartz sentissem que haviam ido longe demais, dizendo que "Sandy em algum momento fez um discurso sobre o Globo de Ouro que sentíamos ser um pouco por dentro." Schwartz também recusou um pedido para que os atores de The O.C. se apresentassem no Arrested Development, outro programa da FOX em Orange County.

## Transmissão e distribuição

### Transmissão
A primeira temporada estreou em 5 de agosto de 2003 as 21:00 (EDT) pela Fox e foi transmitido simultaneamente com a rede de televisão canadense CTV. Em outros países de língua inglesa o programa foi ao ar no Reino Unido, o primeiro episódio foi exibido em 7 de março de 2004 as 21:00 (GMT) pelo Channel 4, mas os episódios subsequentes foram exibidos pela primeira vez na estação irmã E4, uma semana antes de serem exibidos no Channel 4. Na Austrália, o episódio piloto foi transmitido pela primeira vez na Nine Network, mas depois o canal retirou o programa. A Network Ten exibiu o programa e, na quarta temporada, estava transmitindo episódios poucos dias depois de ser transmitida nos EUA. Na Nova Zelândia, o programa foi ao ar na TV2 e na Irlanda foi transmitido no TG4. Na África do Sul, estreou em 1º de abril de 2004 no canal de televisão via satélite Vuzu e foi exibido no canal terrestre SABC 3 em dezembro de 2006. Na Índia, o canal em inglês Zee Café estreou o programa em 30 de dezembro de 2005. Na quarta temporada, na semana anterior à transmissão pela televisão um episódio estava disponível via streaming sob demanda nas estações MySpace e MyFoxLocal da Fox Interactive Media.
The O.C. também foi ao ar em países não anglófonos. No Brasil, foi transmitido pela primeira vez no canal por assinatura Warner Channel entre 3 de novembro de 2003 e 12 de abril de 2007 Também foi transmitido na rede de televisão aberta SBT, em uma versão dublada, sob o título de O.C.: Um Estranho no Paraíso entre 2004 e 2009. Além de ser exibido pelas versões dos canais de televisão terrestre brasileiros: Glitz* (2012–2013), VH1 (2012), e MTV (2013–2014). Em Portugal, os canais RTP 1 e FOX transmitiram a série sob o título de O.C.: Na Terra dos Ricos, respectivamente.

### Cancelamento
Devido à baixa audiência, houve rumores de que a série não retornaria para uma quinta temporada. Em junho de 2006, a Fox confirmou que "o pedido atual de The O.C. era de 16 episódios", mas acrescentou que havia uma chance de adicionar mais episódios. Em setembro de 2006, Rachel Bilson disse que se sentia como se "a série tivesse acabado", e a co-estrela Kelly Rowan afirmou que muitos do elenco perceberam que a série estava perto de ser cancelada. Rowan disse que "quando [a quarta temporada] foi encomendada para apenas 16 episódios este ano, o elenco teve a sensação de que o fim estava próximo". Em 3 de janeiro de 2007, a Fox anunciou que The O.C. seria cancelada. Em um comunicado, Schwartz disse: "Este parece ser o melhor momento para levar a série ao final". Foi lançada uma campanha chamada Save The O.C., que recebeu mais de 740.000 assinaturas. Houve rumores de que a série seria salva pela The CW. O presidente da The CW, Dawn Ostroff, confirmou em janeiro de 2007 que, enquanto a ideia foi discutida no canal, foi decidido não resgatar a série.

### Sindicação
The O.C. foi distribuída no SOAPnet de 2007 até 2012 nos Estados Unidos, e a série começou a ser exibida no Pop em 2016. A série ficou disponível para streaming no CW Seed em 2015, e no Hulu em 2016.

### DVD e Internet

The O.C. – The Complete Series

Todas as quatro estações estão disponíveis em DVD nas Regiões 1, 2 e 4.
| Temporada | Temporada     | DVD                                             | Data de lançamento    |
| --------- | ------------- | ----------------------------------------------- | --------------------- |
|           | 1.ª temporada | The O.C. – The Complete First Season            | 26 de outubro de 2004 |
|           | 2.ª temporada | The O.C. – The Complete Second Season           | 23 de agosto de 2005  |
|           | 3.ª temporada | The O.C. – The Complete Third Season            | 24 de outubro de 2006 |
|           | 4.ª temporada | The O.C. – The Complete Fourth and Final Season | 22 de maio de 2007    |

The O.C. The Complete Series foi lançado em 27 de novembro de 2007 no Canadá e nos Estados Unidos, que incluiu a primeira temporada remasterizada em widescreen. A série completa também foi lançada como um DVD da Região 2 em 19 de novembro de 2007, mas não incluiu a versão remasterizada da primeira temporada. Além disso, o boxset incluiu uma nota de Josh Schwartz, uma conversa impressa entre Schwartz e Stephanie Savage, dois discos bônus raros, um carretel da quarta temporada e os trechos de "Atomic County".
Para usuários registrados no iTunes Store, a série completa está disponível para compra e download. Essas temporadas também estão disponíveis nos EUA como vídeo sob demanda da Amazon Video. A quarta temporada também foi disponibilizada no Zune.

## Recepção

### Audiência

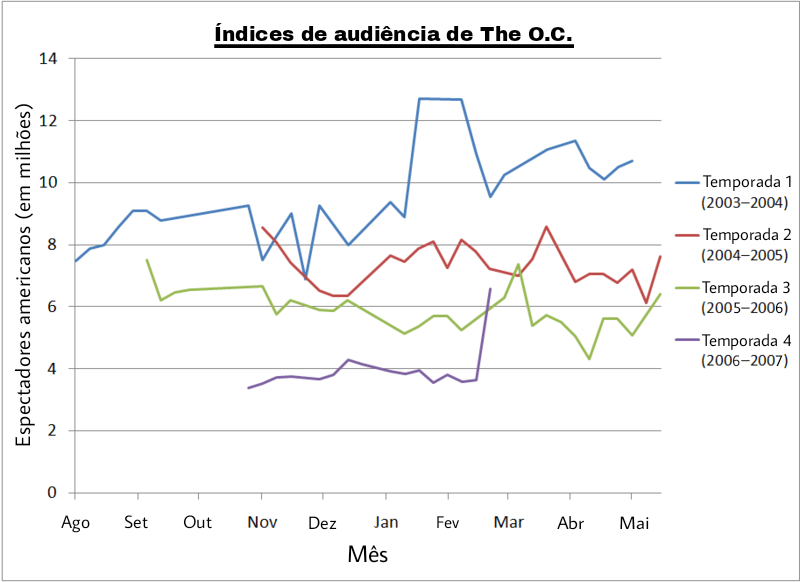
Um gráfico de linhas apresentando as audiências de The O.C. nos EUA.

O episódio piloto atraiu 7,46 milhões de telespectadores nos Estados Unidos, ficou em segundo lugar em seu horário por trás do final da temporada de Last Comic Standing, e foi a maior audiência da noite entre os pessoas 12 e os 17 anos de idade. O episódio mais assistido de O.C. foi "The Rivals", o décimo sétimo episódio da primeira temporada. Atraiu 12,72 milhões de telespectadores e foi o líder do American Idol, que atraiu 29,43 milhões de telespectadores naquela semana. The O.C. foi o novo drama de maior audiência da temporada 2003–2004 entre adultos de 18 a 34 anos, com média de 9,7 milhões de telespectadores.
Na segunda temporada, a série mudou-se para a "quinta-feira ultra-competitiva" contra os programas Survivor, Joey e Will & Grace. Isso é frequentemente citado como causa do declínio da popularidade de The O.C.. O movimento melhorou o desempenho da Fox no novo horário, mas perdeu os espectadores da série, já que a média de audiência diminuiu 30% em relação à temporada anterior, para 7 milhões.
Para a terceira temporada, o número médio de audiência diminuiu mais 20% em relação à temporada anterior, para 5,6 milhões. O horário de quinta-feira das 9:00 colocou a série contra dois outros programas muito populares, CSI e Grey's Anatomy.
A quarta temporada estreou em novembro de 2006, com pouca divulgação e propagandas da FOX, e foi mais uma vez no horário de quinta-feira. O episódio de estréia atraiu 3,4 milhões de espectadores, que foi uma baixa audiência. Para o final da série 6,7 milhões de telespectadores sintonizaram. Isso foi 76% mais do que a média da temporada de 4,6 milhões de telespectadores.
| Temporada | Episódios | Horário                                              | Estreia da temporada  | Final da temporada      | Temporada televisiva | Audiência (em milhões) |
| --------- | --------- | ---------------------------------------------------- | --------------------- | ----------------------- | -------------------- | ---------------------- |
| 1         | 27        | Terça-feira 21:00 (2003)Quarta-feira 21:00 (2003–04) | 5 de agosto de 2003   | 5 de maio de 2004       | 2003–04              | 9,69                   |
| 2         | 24        | Quinta-feira 20:00                                   | 4 de novembro de 2004 | 19 de maio de 2005      | 2004–05              | 7,0                    |
| 3         | 25        | Quinta-feira 20:00 (2005)Quinta-feira 21:00 (2006)   | 8 de setembro de 2005 | 18 de maio de 2006      | 2005–06              | 5,6                    |
| 4         | 16        | Quinta-feira 21:00                                   | 2 de novembro de 2006 | 22 de fevereiro de 2007 | 2006–07              | 4,3                    |

### Prêmios e honras
Para o episódio de estréia, "Premiere", Schwartz recebeu uma indicação ao Writers Guild of America Award de Best Screenplay in an Episodic Drama, e diretores do elenco, Rush e Silverberg, indicados na categoria Dramatic Pilot do Artios Awards. A declaração de Luke no episódio de estréia de "Welcome to the O.C., bitch" foi colocada na 83ª posição pela TV Land em suas 100 Maiores Citações de TV e Frases de Efeito em 2006. A primeira temporada ganhou quatro Teen Choice Awards e foi indicada para outros dois. Além disso, foi indicado para o  TCA Award de Outstanding New Program, e na Austrália em 2005 ganhou o Logie Awards por Most Popular Overseas Program. Na segunda temporada, o programa foi indicado para cinco Teen Choice Awards, e ganhou quatro deles, incluindo o de melhor drama. Foi indicado na categoria People Television Drama no People's Choice Awards, e Kelly Rowan ganhou um PRISM Award por Performance in a Drama Series Episode, com Peter Gallagher recebendo uma indicação. O final da segunda temporada foi indicado ao prêmio PRISM TV Drama Series Episode. A terceira temporada foi indicada para cinco Teen Choice Awards e ganhou quatro deles, incluindo ""Choice Drama/Action Adventure Show" e "Choice Actor: Drama/Action Adventure", que Adam Brody venceu pelo terceiro ano consecutivo.

### Legado
The O.C. popularizou seu cenário, Orange County, e inspirou o reality show da MTV, Laguna Beach: The Real Orange County e a série de documentários The Real Housewives of Orange County, A série gerou uma comunidade de fãs internacionalmente dedicada e próspera. O DVD Verdict afirmou: "The O.C. tornou-se um daqueles raros programas cuja influência começou a se estender muito além da tela da televisão, e na verdade começou a ter um papel ativo na formação da cultura pop adolescente norte-americana". Os fãs da série, às vezes chamados de OC Groupies, tem sido ativo no desenvolvimento de um grande número de sites de fãs e fóruns dedicados ao programa. Além disso, os estudantes da UC Berkeley criaram em 2004 a bolsa "Sandy Cohen Public Defender Fellowship" em homenagem à personagem de Peter Gallagher, Sandy Cohen. A bolsa é concedida a estudantes que planejam trabalhar como defensores públicos e foi apresentada pela Gallagher.
O grupo de comédia The Lonely Island criou uma paródia de The O.C. intitulado de The 'Bu. No Boston College, os alunos criaram e produziram uma paródia intitulada de "The BC", que teve recepção positiva em todo o país. Em 14 de abril de 2007, o Saturday Night Live exibiu uma Digital Short (curta-metragem) intitulada de "Dear Sister", que satirizou a cena final da segunda temporada do The O.C.. O curta tornou-se popular e teve uma onda de paródias, usando a canção "Hide and Seek" para as cenas em câmera lenta. A Universidade Washington em St. Louis, disse que o legado de, "The O.C." vai sobreviver através de seus telespectadores. Se você veste uma camisa 'Save Marissa', uma pulseira de couro ou um moletom com capuz em homenagem a Ryan ou ouve "Death Cab for Cutie", como Seth fez, saiba que "The O.C." foi um fenômeno cultural que não será esquecido". Uma adaptação turca, intitulada de Medcezir, foi criada em 2013 e foi ao ar entre 13 de setembro de 2013 e 12 de junho de 2015 na Star TV.

## Mídia complementar
Os personagens e cenário de The O.C. apareceram em vários tie-ins oficiais fora da transmissão televisiva, inclusive na impressão e na internet.

### Livros
Oito novelizações foram lançadas pela editora Scholastic Inc. com a permissão da Warner Bros. & FOX. Elas são:
- The Outsider (ISBN 0141319070)
- The Misfit (ISBN 0141319089)
- The Way Back (ISBN 0439677025)
- Spring Break (ISBN 0439696321)
- Summer of Summer (ISBN 043969633X)
- Bait & Switch (ISBN 0439745705)
- Twas the Night Before Chrismukkah (ISBN 0-439-7457-13)
- Cohen! (ISBN 0439745721)

Com exceção de Twas the Night Before Chrismukkah, escrito por Andes Hruby, todos os livros foram escritos pelos autores Cory Martin e Aury Wallington. Um livro de biografia oficial intitulado Meet The O.C. Superstars (ISBN 0-4396-60602), escrito por Monica Rizzo, também foi publicado.
Vários livros não-oficiais relacionados a série também foram publicados.
- O.C. Undercover (ISBN 0312331428), escrito por Brittany Kemp, publicado pela Plexus Publishing Ltd., é um livro que inclui biografias do elenco, dicas de moda e informações sobre as tendências culturais associadas a série.[157]
- Stop Being a Hater and Learn to Love The O.C. (ISBN 1596090065), escrito por Alan Sepinwall e publicado pela Chamberlain Bros., discute os méritos da série de televisão e tem como objetivo dar uma visão alegre de todas as eras da série.[158]

### Mercadoria licenciada
Vários tipos de produtos baseados na série, como roupas, brinquedos e jogos, foram licenciados para lançamento. Itens de vestuário licenciados lançados incluem camisetas, camisolas, roupas íntimas e chinelos, vendidos na loja da 20th Century Fox. Outros acessórios disponíveis incluíam chaveiros, blocos de notas e papel de embrulho Chrismukkah. Um conjunto de banho oficial e "OC Beauty To Go Cooling Set" foi lançado em 2004.
A AMC Beauty lançou fragrâncias em outubro de 2006, denominadas "The O.C. for Him" e "The O.C. for Her" em versões de 0,5oz e 1,7oz. LeSportsac, em parceria com a Fox, divulgou "a coleção The O.C." em agosto de 2006, que era uma linha de moda de bolsas e acessórios.
Screenlife e Mattel lançaram um versão temática de The O.C. de Scene It?, um jogo de trivialidades baseado nas três primeiras temporadas. A Cardinal Games lançou o The OC Game, outro jogo de tabuleiro trivial. Em 2006, a Gameloft lançou um jogo para celular baseado na série.
Uma parceria com a Sephora incluiu um de seus editores de beleza escrevendo no site oficial do OC Insider, e a inclusão de artigos sobre seus produtos. TheOCInsider.com e Starbrand.tv também incluíram guias abrangentes de moda e estilos apresentados na série, fornecendo detalhes aos clientes sobre como obter esses itens.

### Spin-offs
The O.C. deu origem a um certo número de spin-offs, alguns desenvolvidos e outros não. O Atomic County foi um spin-off baseado nos personagens de desenhos animados da revista em quadrinhos de Seth, com o mesmo nome. Foi criado pelo escritor John Stephens e o artista Eric Wight, que foi responsável pelos desenhos de quadrinhos apresentados na série.
Em 2005, Schwartz anunciou que estava escrevendo um spin-off que acompanhava a vida da irmã mais nova de Marissa, Kaitlin, no internato. Ele foi definido para estrear em janeiro de 2006, mas a exibição do spin-off nunca ocorreu. Schwartz atribuiu isso a Gail Berman, presidente da Fox Broadcasting Company, mudando-se para a Paramount em maio de 2005.
Havia planos para transformar o show em algo de um spin-off reverso. Schwartz planejava lançar um spin-off de sua série Gossip Girl, intitulado Valley Girls, originalmente para estrear no outono de 2009. Schwartz queria ter um laço com versões mais jovens dos personagens tanto de The O.C. e os diretores da Valley Girls para estabelecer uma continuidade com Gossip Girl.
A readaptação da série começou em setembro de 2013 na Turquia. Logo se tornou uma popular série chamada Medcezir com os jovens populares artistas turcos Çağatay Ulusoy e Serenay Sarıkaya. No ano novo de 2013, os primeiros 15 episódios foram lançados com críticas muito positivas e crescentes. O enredo é muito semelhante ao de The O.C., mas é muito diferente por script nesta adaptação.
The O.C. Musical aconteceu em 30 de agosto de 2015, no Montalban Theatre em Los Angeles, esgotando-se em minutos quando os ingressos foram colocados à venda no mesmo mês. Embora não tenha sido oficialmente autorizado pela FOX ou pela Warner Bros. TV, o musical da Sucker Love Productions foi apoiado pelo elenco e produtores do programa, com Autumn Reeser interpretando Julie Cooper e reprisando brevemente seu papel como Taylor Townsend pela primeira vez em 8 anos. O criador Josh Schwartz e as estrelas Rachel Bilson, Melinda Clarke e Kelly Rowan também se reuniram no musical. O elenco incluiu Greer Grammer como Summer Roberts e Brendan Robinson como Seth Cohen.